# Sokotosuchus
Sokotosuchus es un género extinto de crocodiliforme dirosáurido que vivió en la zona de Sokoto, Nigeria, en África durante el Eoceno. Parece haber sido un pariente cercano a Phosphatosaurus, un clado que ya había sido sugerido por Eric Buffetaut en 1979, el cual lo denominó Phosphatosaurinae, pero dicho nombre ha permanecido de manera tentativa, debido al pobre conocimiento de la anatomía de estas dos especies, ya que es prematuro considerar estas relaciones filogenéticas como definitivas como para que el nombre sea considerado válido. 